# Koothappar
Koothappar è una suddivisione dell'India, classificata come town panchayat, di 17.061 abitanti, situata nel distretto di Tiruchirappalli, nello stato federato del Tamil Nadu. In base al numero di abitanti la città rientra nella classe IV (da 10.000 a 19.999 persone).

## Geografia fisica
La città è situata a 10° 47' 46 N e 78° 47' 50 E.

## Società

### Evoluzione demografica
Al censimento del 2001 la popolazione di Koothappar assommava a 17.061 persone, delle quali 8.605 maschi e 8.456 femmine. I bambini di età inferiore o uguale ai sei anni assommavano a 1.197, dei quali 605 maschi e 592 femmine. Infine, coloro che erano in grado di saper almeno leggere e scrivere erano 14.881, dei quali 7.789 maschi e 7.092 femmine.